# Stolberg-Wernigerode-i Krisztián Ernest
Stolberg-Wernigerode-i Keresztély Ernő (Gedern, 1691. április 2. – Wernigerode, 1771. október 25.) német politikus. A Stolberg-ház tagja volt. 1710 és 1771 között a Harz hegységben található Wernigerode grófság élén állt.

## Élete
A szülei 24 gyermekének sorában Keresztély Ernő született tizedikként.
1710. november 9-én, a nagybátyja halálával, örökölte a wernigerodei grófságot.
1712 március 31-én feleségül vett Zsófia Saroltát, leiningen-westerburgi grófnőt (1695–1762). A házasságból egy gyermek született: Henrik Ernő (1716–1778)
1735 és 1745 között unokatestvérének, VI. Keresztély dán királynak titkos tanácsosként szolgált.
1738. május 21-én primogenitúra rendeletet adott ki a grófságához.

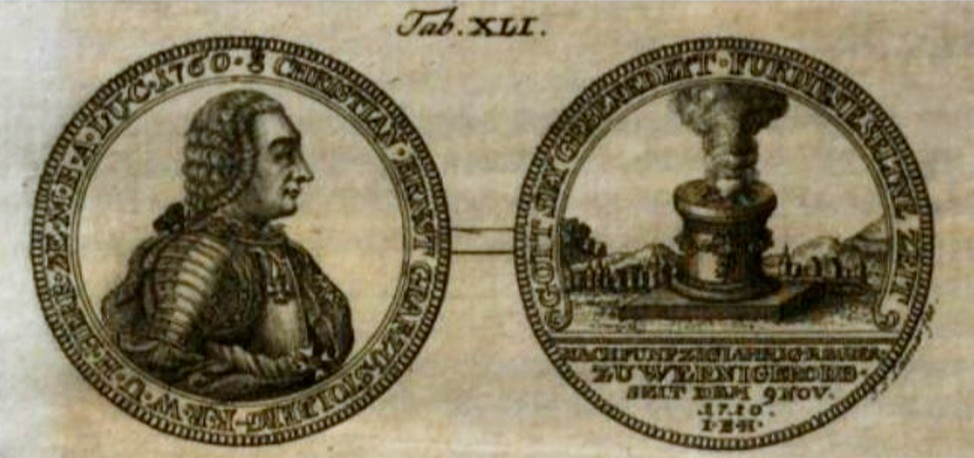
1760-as érem az arany trónjubileum alkalmából

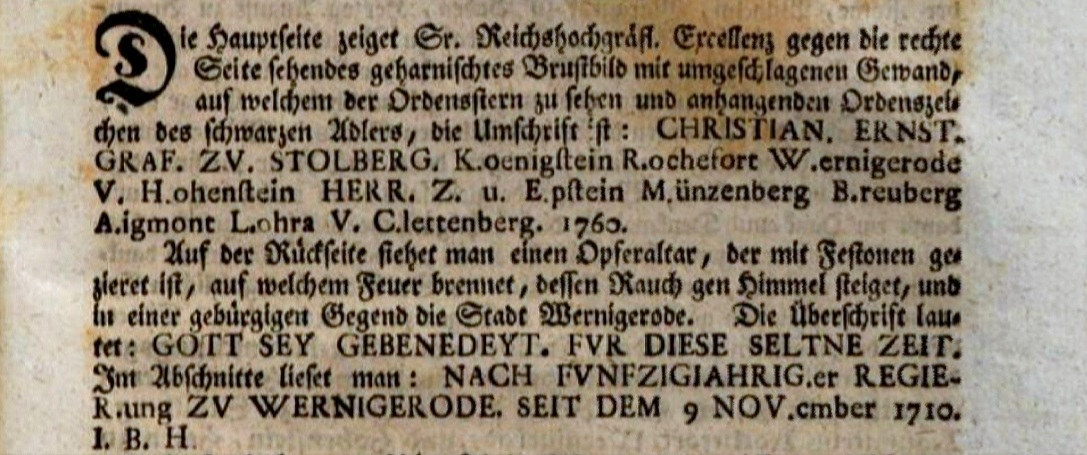
Az érem leírása